# John Chamberlain
John Angus Chamberlain (Rochester, 16 de abril de 1927 - Nueva York, 21 de diciembre de 2011) fue un escultor estadounidense.

## Biografía
Después de servir en la Marina de los Estados Unidos (entre 1943 y 1946), cursó estudios de arte en el Art Institute of Chicago (entre 1951 y 1952) y en Black Mountain College (entre 1955 y 1956). Su carrera se inició en la década de 1960, especializándose en esculturas hechas de acero oxidado o metal retorcido y siempre al estilo expresionista abstracto o arte pop. En 1971 organizó su primera exposición en el Museo Solomon R. Guggenheim de Nueva York y sus obras fueron expuestas por todo el mundo: Bienal de São Paulo (1961 y 1994), Bienal de Venecia (1964), Whitney Biennial (1973 y 1987), Alemania (1982), entre otras.

## Distinciones
En 1990 fue elegido miembro de la Academia Estadounidense de las Artes y las Letras.
En 1999 recibió la distinción de honor en escultura del Sculpture Center de Nueva York.